# Palazzo d'Inverno del Principe Eugenio
Il Palazzo d'Inverno del Principe Eugenio (in tedesco Winterpalais Prinz Eugen), è un grande palazzo nobiliare che sorge nel centro storico di Vienna, in Austria, nei pressi del Duomo di Santo Stefano.
Era la residenza cittadina, invernale, del principe Eugenio di Savoia, in alternanza con quella, estiva, del Belvedere. Rappresenta uno dei più bei palazzi di Vienna e un capolavoro dell'architettura barocca austriaca.

## Storia e descrizione

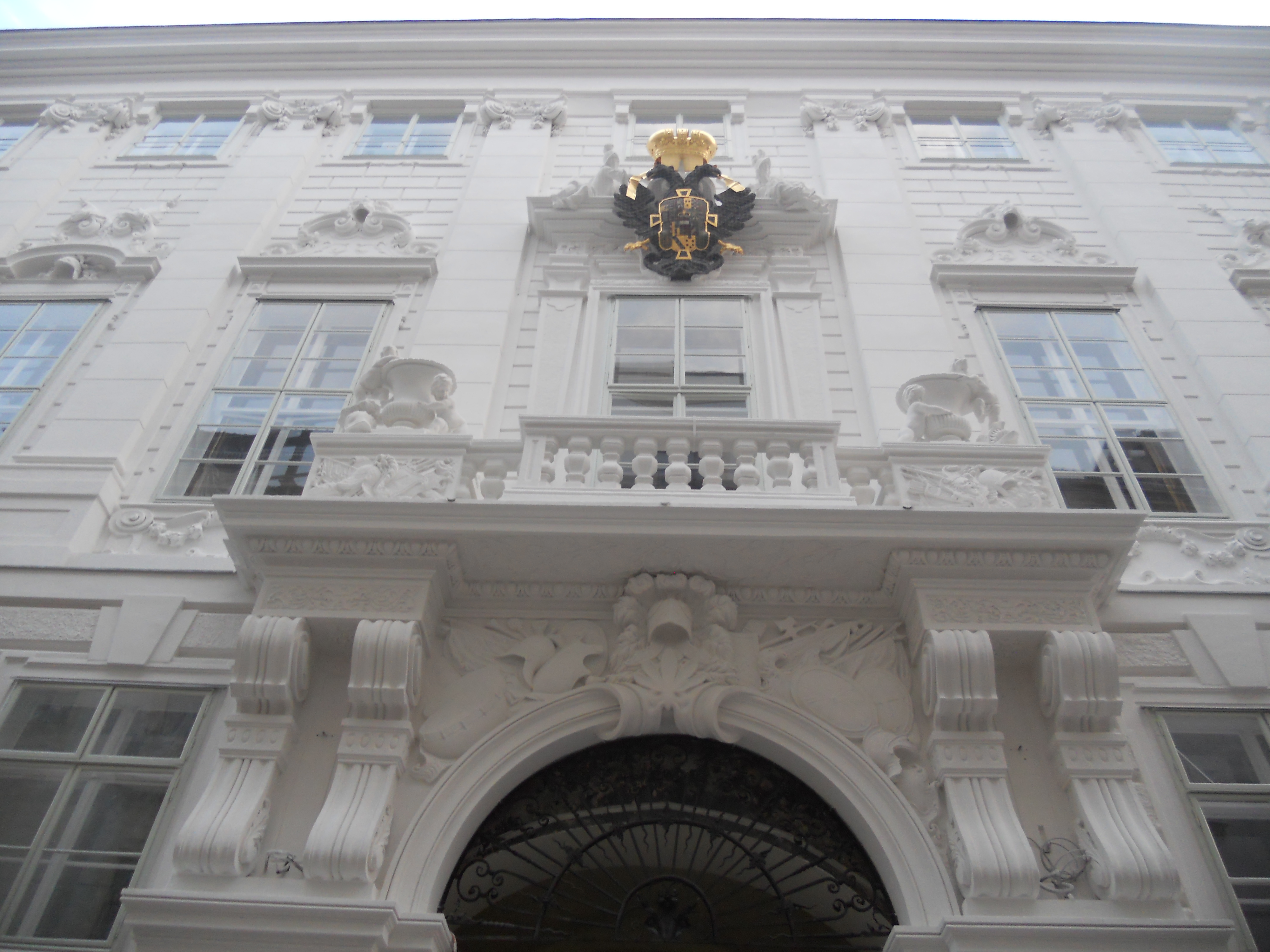
Particolare della facciata.

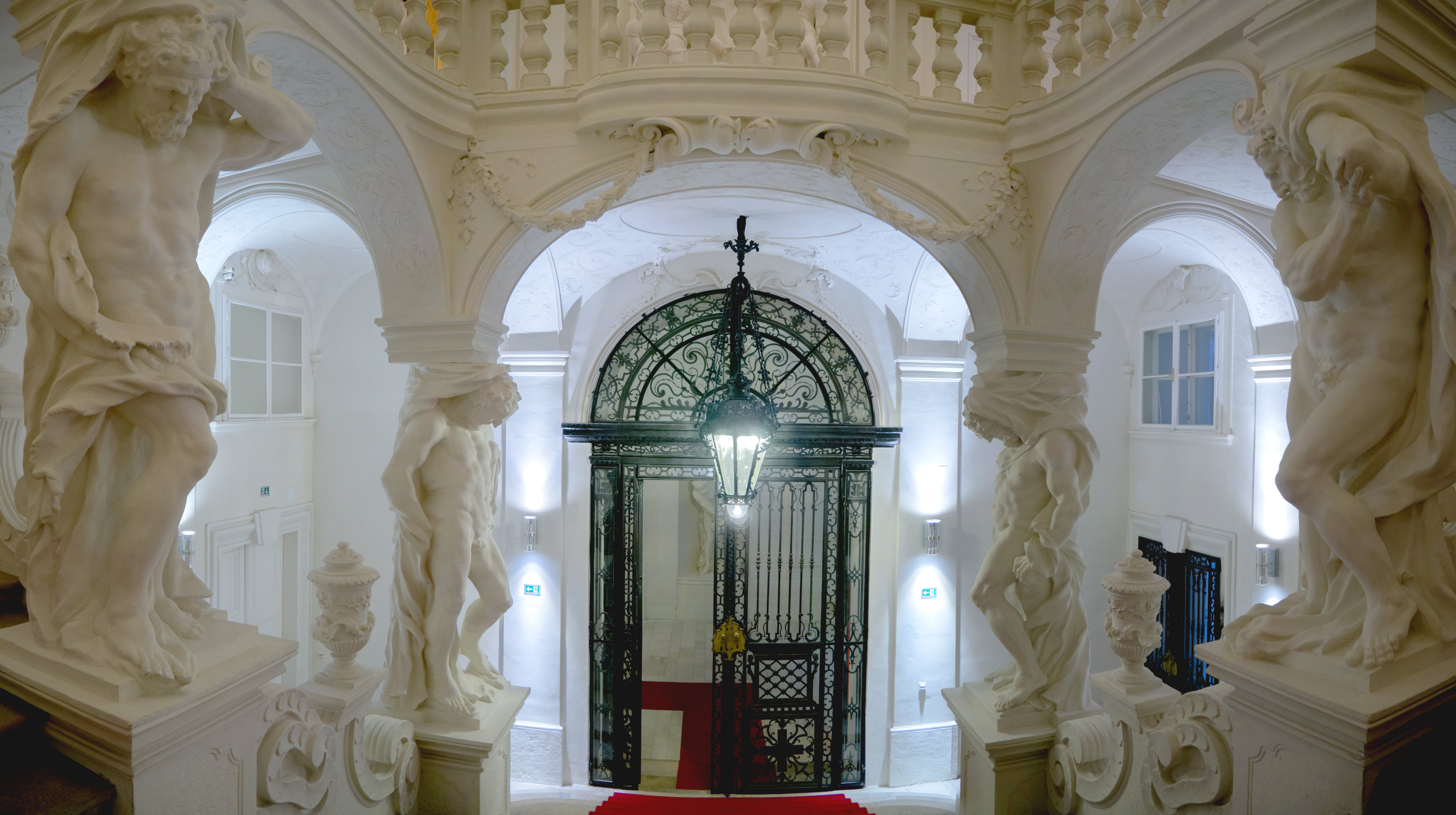
I telamoni dello Scalone monumentale.

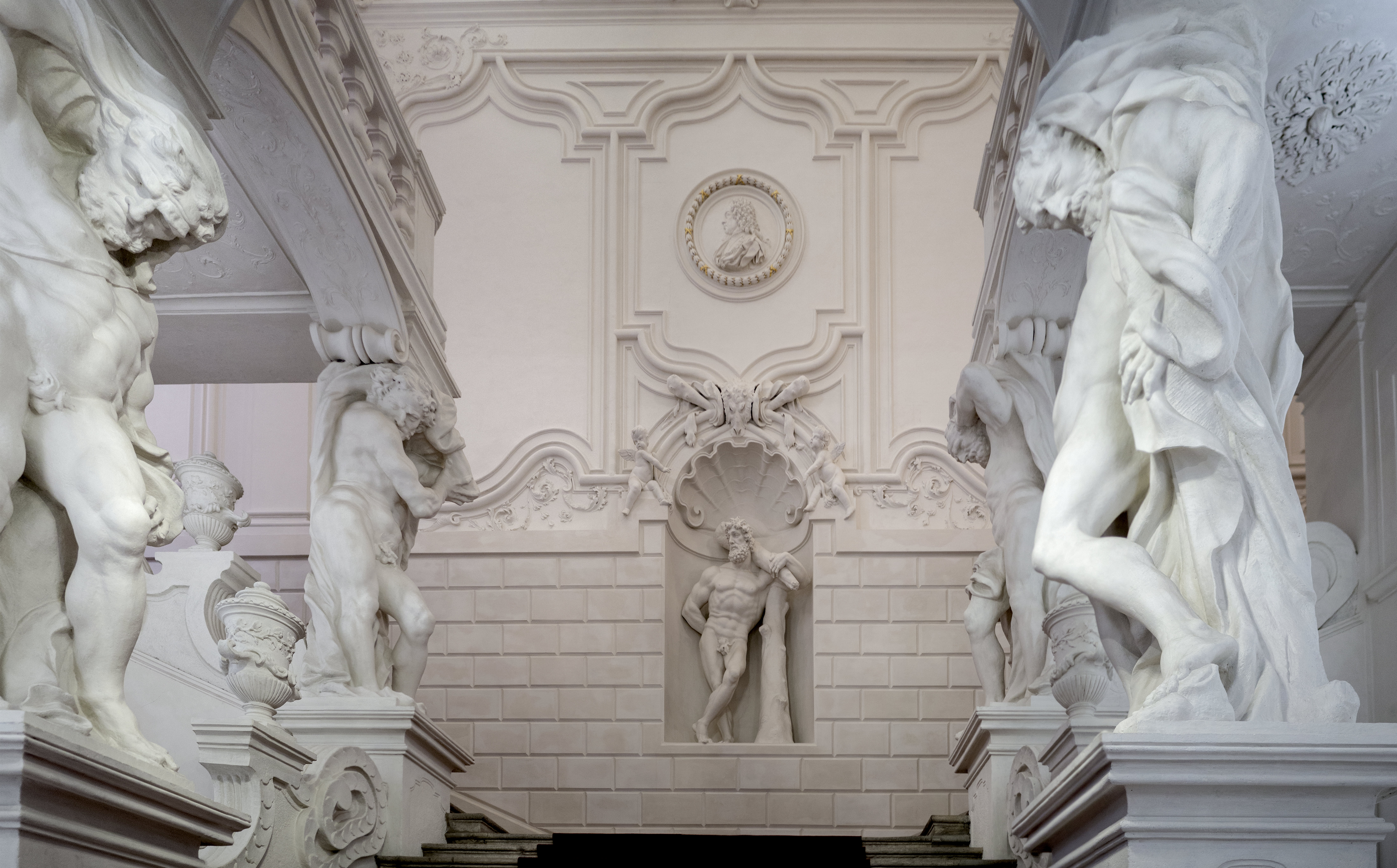
I telamoni dello Scalone monumentale.

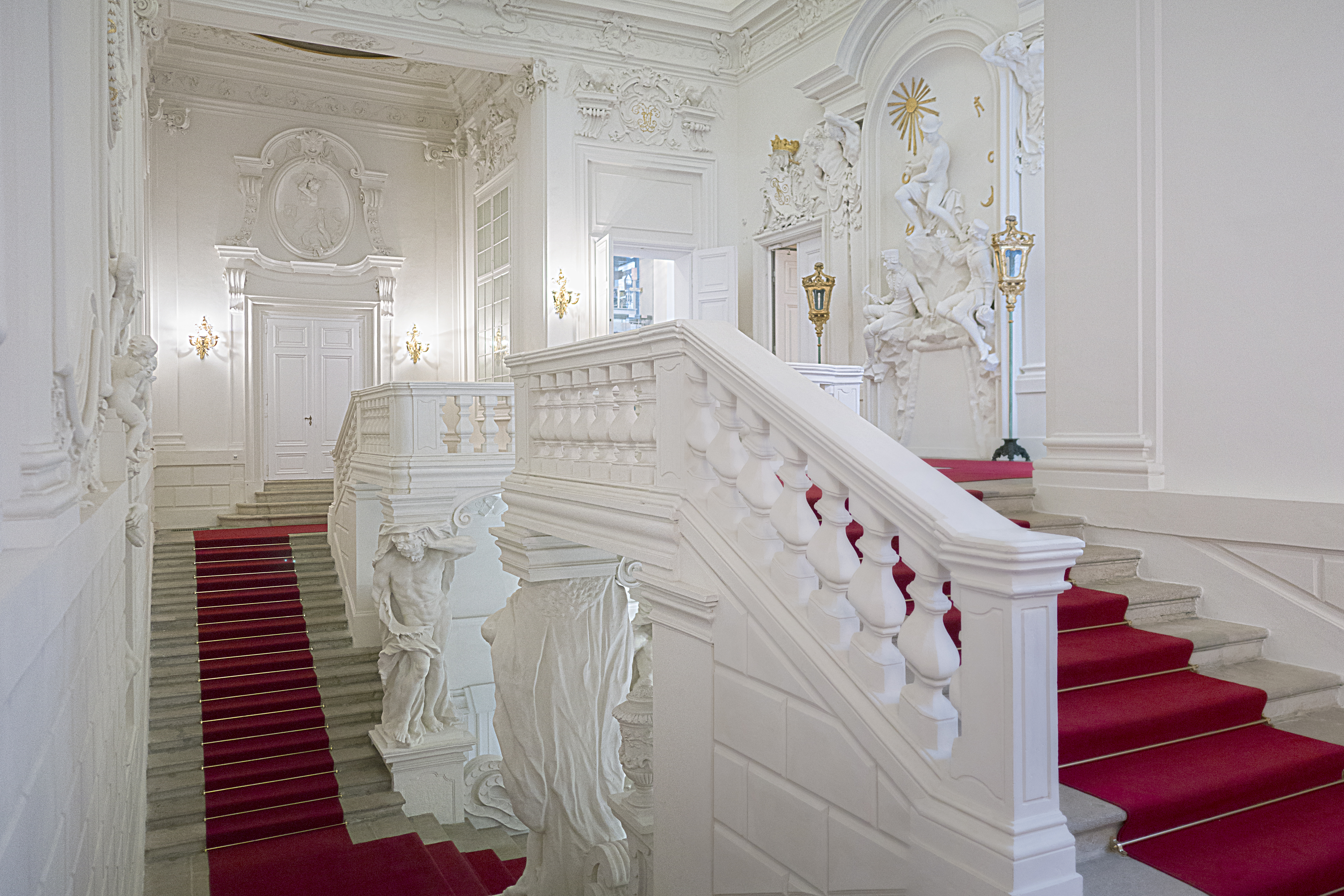
La parte superiore dello scalone.

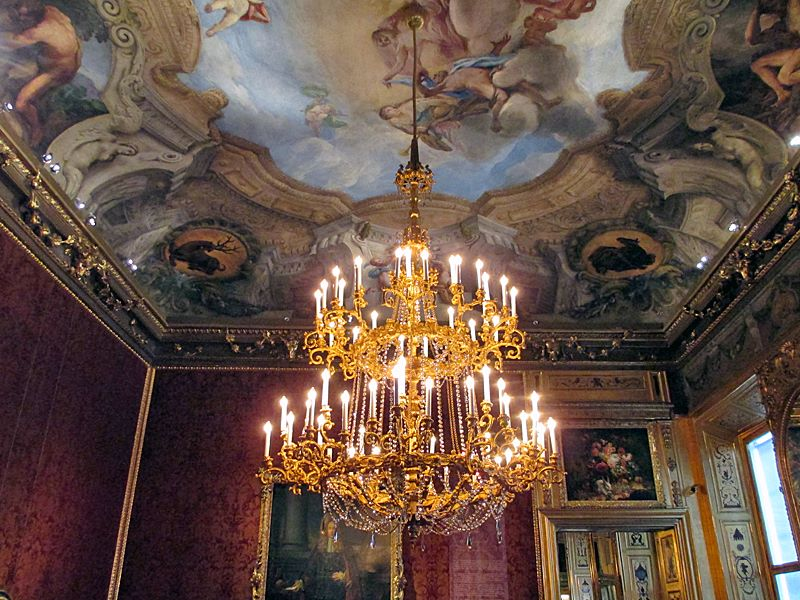
Uno dei saloni interni.

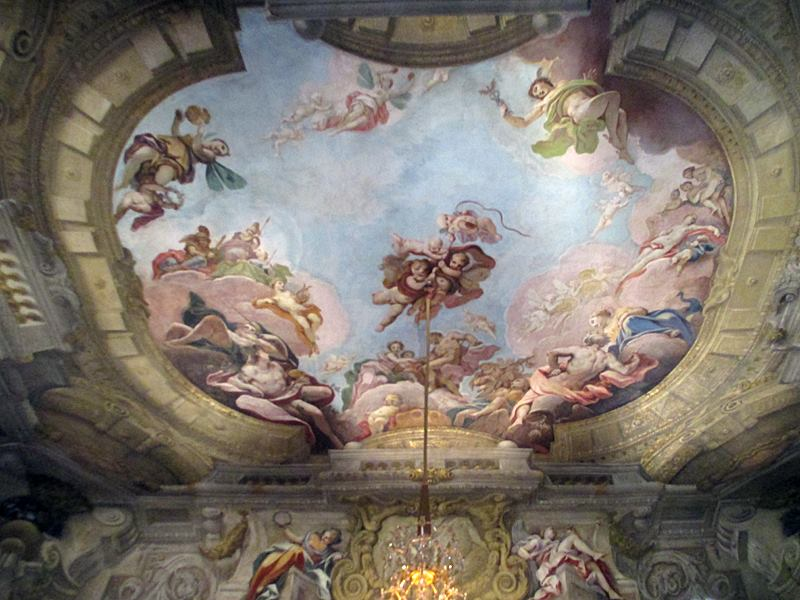
Un soffitto affrescato.

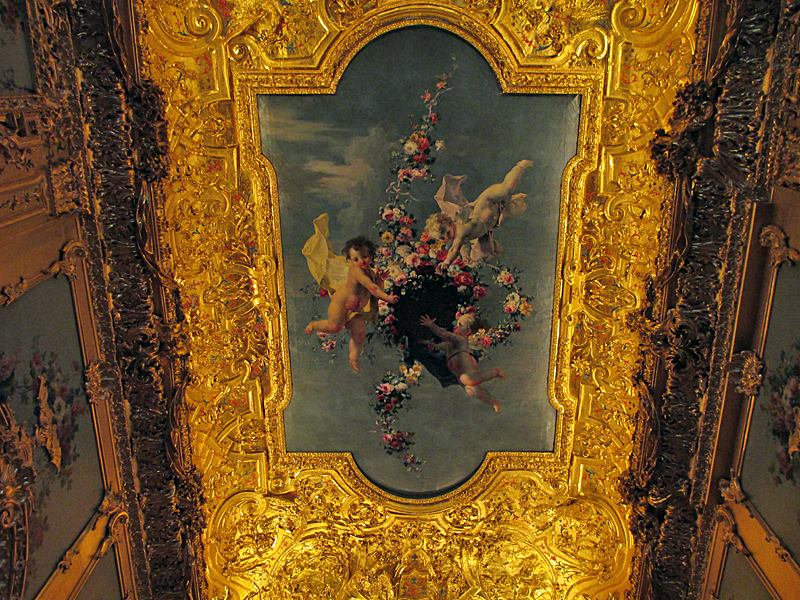
Il soffitto del Goldkabinett.

### Fischer von Erlach
Tra il 1694 e il 1695 il principe Eugenio di Savoia acquistò diverse vecchie case su Himmelpfortgasse, fra cui un teatro barocco, per edificarvi la sua residenza cittadina.
Nel 1695 il grande architetto Johann Bernhard Fischer von Erlach vinse l'appalto di costruzione.
Nel 1697 Fischer von Erlach, con il suo capomastro Andrea Simone Carove, diede inizio al cantiere, erigendo le sette campate della parte centrale del complesso odierno. Mastro-scalpellino venne nominato il viennese Johann Thomas Schilck, il quale aveva importanti contatti familiari per l'approvvigionamento della pietra sia a Eggenburg, per la calcarea di Zogeldorf, sia a Kaisersteinbruch, per quella dura di Kaiserstein. Infatti solo grazie a dei matrimoni gli scalpellini riuscirono ad assicurare a Vienna una fornitura costante della pietra di Kaiserstein, cava che sorge nei pressi di Bruckneudorf, fino al 1921 sul suolo ungherese.
L'anno dopo arrivarono anche i pittori che iniziarono la decorazione a fresco dei soffitti. Il grande portale a rilievi con Ercole che combatte il gigante Anteo, sulla sinistra, e Enea salva suo padre dall'incendio di Troia, sulla destra, venne scolpito in pietra di Kaiserstein da Lorenzo Mattielli.

Contemporaneamente si mette mano al grande scalone monumentale sostenuto dai telamoni scolpiti in pietra di Zogelsdorf da Giovanni Giuliani.

### Von Hildebrandt
Nel 1702 il cantiere passò all'architetto Johann Lukas von Hildebrandt, a questo punto alcune sale erano già state completate, come in particolare il Goldkabinett, Salottino d'Oro. Nel 1708 vennero acquistate delle case sul lato orientale e von Hildebrandt estese la facciata a dodici campate; e nel 1710 vi aggiunse la cappella e la galleria (oggi scomparse). Il Blaue Salon, salone blu, con gli affreschi di Marcantonio Chiarini e Louis Dorigny, sul centro focale del palazzo, risale a quest'epoca.
Nel 1719 si acquistarono le case del lato ovest e il palazzo venne esteso alle diciassette campate odierne. Lorenzo Mattielli scolpì i rilievi del portale occidentale e la fontana del cortile. Nel 1724 il palazzo poté dirsi completato.

### La Corte imperiale
Dopo la morte del principe Eugenio nel 1736 sua nipote Maria Anna Vittoria di Savoia-Soissons eredita tutte le proprietà. Il 17 aprile 1738 sposa a Parigi il duca Giuseppe Federico di Sassonia-Hildburghausen, generale e feldmaresciallo degli Asburgo. In seguito Anna Vittoria vendette all'asta tutte le proprietà principesche, che vennero acquistate in gran parte dalla famiglia imperiale. Infatti il palazzo venne comprato dall'imperatrice Maria Teresa d'Austria per la corte nel 1738, insieme a diverse altri edifici;
Nel 1752 il palazzo venne ristrutturato da Nicolò Pacassi per accogliere la sede di diverse istituzioni di Stato.

### Storia contemporanea

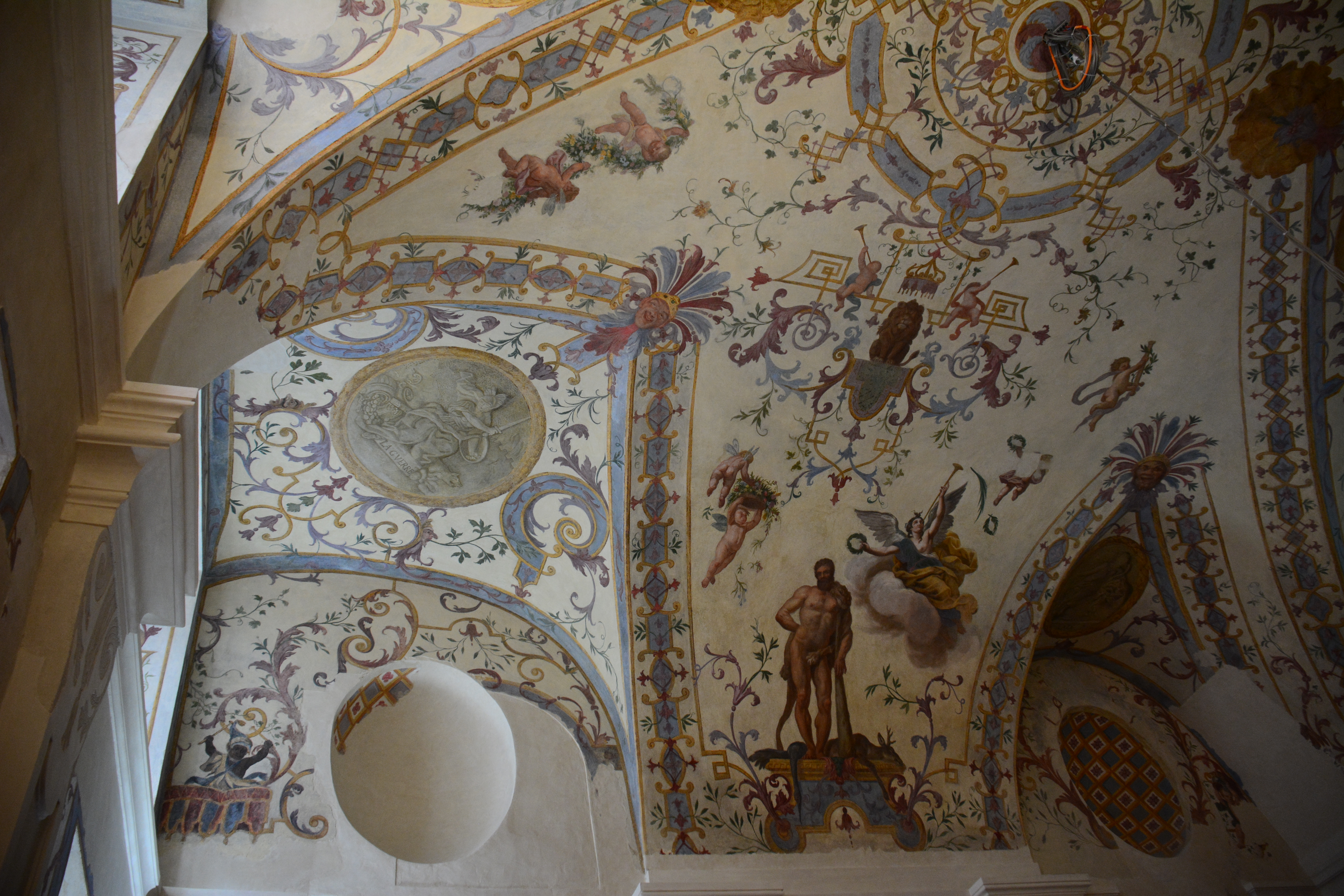
Particolare della Sala Terrena a grottesche.

Dal 1848 al 1918 l'edificio ospitò il Ministero Imperiale delle Finanze; dopo la dissoluzione dell'Impero austro-ungarico, il 3 aprile 1919, divenne sede del Ministero Federale delle Finanze.
Durante la seconda guerra mondiale il palazzo non uscì illeso dai danni bellici. La domenica 8 aprile 1945, alle ore 14, durante il raid aereo dell'armata rossa sovietica due bombe colpirono il tetto e l'attico dell'edificio, e danneggiarono il soffitto di Dorigny, che venne subito restaurato dagli esperti dell'Accademia di belle arti di Vienna.
Fra il 2007 e il 2013 il palazzo venne completamente restaurato, e durante questi lavori venne scoperta la Sala Terrena affrescata con grottesche da Jonas Drentwett, di fianco all'atrio d'ingresso. Dal 18 ottobre 2013 le sale sono state aperte al pubblico e sono divenute visitabili.